# Agriades transparens
Agriades transparens är en fjärilsart som beskrevs av Courvoisier 1903. Agriades transparens ingår i släktet Agriades och familjen juvelvingar. Inga underarter finns listade i Catalogue of Life.